# Ayman Yahya
Ayman Yahya Salem (in arabo أيمن يحيى سالم‎?; Riad, 14 maggio 2001) è un calciatore saudita, centrocampista dell'Al-Nassr e della nazionale saudita.

## Carriera

### Club
Cresciuto nel settore giovanile dell'Al-Nassr, debutta in prima squadra il 20 settembre 2019 in occasione dell'incontro di Lega saudita professionistica perso 1-0 contro l'Al-Hazem.

### Nazionale
Il 14 novembre 2020 debutta con la nazionale saudita nell'amichevole vinta 3-0 contro la Giamaica.
Nell'estate del 2021 viene convocato dalla nazionale olimpica saudita per prendere parte ai giochi olimpici.
Nel 2025 ha partecipato alla CONCACAF Gold Cup.

## Statistiche
Statistiche aggiornate al 27 luglio 2023.

### Presenze e reti nei club
| Stagione        | Squadra         | Campionato      | Campionato | Campionato | Coppe nazionali | Coppe nazionali | Coppe nazionali | Coppe continentali | Coppe continentali | Coppe continentali | Altre coppe | Altre coppe | Altre coppe | Totale | Totale | Totale |
| Stagione        | Squadra         | Comp            | Pres       | Reti       | Comp            | Pres            | Reti            | Comp               | Pres               | Reti               | Comp        | Pres        | Reti        | Pres   | Reti   |        |
| --------------- | --------------- | --------------- | ---------- | ---------- | --------------- | --------------- | --------------- | ------------------ | ------------------ | ------------------ | ----------- | ----------- | ----------- | ------ | ------ | ------ |
| 2019-2020       | Al-Nassr        | SPL             | 4          | 0          | KC              | 1               | 1               | ACL                | 6                  | 0                  |             | -           | -           | 11     | 1      |        |
| 2020-2021       | Al-Nassr        | SPL             | 15         | 3          | KC              | 1               | 1               | ACL                | 2                  | 0                  | SS          | 0           | 0           | 18     | 4      |        |
| 2021-gen.2022   | Al-Nassr        | SPL             | 10         | 0          | KC              | 1               | 0               | -                  | -                  | -                  |             | -           | -           | 11     | 0      |        |
| gen.- giu.2022  | Al-Ahli         | SPL             | 11         | 0          | KC              | 1               | 0               | -                  | -                  | -                  |             | -           | -           | 12     | 0      |        |
| 2022-2023       | Al-Nassr        | SPL             | 21         | 4          | KC              | 1               | 1               | -                  | -                  | -                  |             | -           | -           | 22     | 5      |        |
| Totale Al-Nassr | Totale Al-Nassr | Totale Al-Nassr | 50         | 7          |                 | 4               | 3               |                    | 8                  | 0                  |             | 0           | 0           | 62     | 10     |        |
| Totale carriera | Totale carriera | Totale carriera | 61         | 7          |                 | 5               | 3               |                    | 8                  | 0                  |             | 0           | 0           | 73     | 10     |        |

### Cronologia presenze e reti in nazionale
| Cronologia completa delle presenze e delle reti in nazionale ― Nigeria | Cronologia completa delle presenze e delle reti in nazionale ― Nigeria | Cronologia completa delle presenze e delle reti in nazionale ― Nigeria | Cronologia completa delle presenze e delle reti in nazionale ― Nigeria | Cronologia completa delle presenze e delle reti in nazionale ― Nigeria | Cronologia completa delle presenze e delle reti in nazionale ― Nigeria | Cronologia completa delle presenze e delle reti in nazionale ― Nigeria | Cronologia completa delle presenze e delle reti in nazionale ― Nigeria |
| Data                                                                   | Città                                                                  | In casa                                                                | Risultato                                                              | Ospiti                                                                 | Competizione                                                           | Reti                                                                   | Note                                                                   |
| ---------------------------------------------------------------------- | ---------------------------------------------------------------------- | ---------------------------------------------------------------------- | ---------------------------------------------------------------------- | ---------------------------------------------------------------------- | ---------------------------------------------------------------------- | ---------------------------------------------------------------------- | ---------------------------------------------------------------------- |
| 14-11-2020                                                             | Riad                                                                   | Arabia Saudita                                                         | 3 – 0                                                                  | Giamaica                                                               | Amichevole                                                             | -                                                                      | 85’                                                                    |
| 2-9-2021                                                               | Riad                                                                   | Arabia Saudita                                                         | 3 – 1                                                                  | Vietnam                                                                | Qual. Mondiali 2022                                                    | -                                                                      | 83’                                                                    |
| 7-9-2021                                                               | Mascate                                                                | Oman                                                                   | 0 – 1                                                                  | Arabia Saudita                                                         | Qual. Mondiali 2022                                                    | -                                                                      | 80’                                                                    |
| 1-12-2021                                                              | Ar Rayyan                                                              | Arabia Saudita                                                         | 0 – 1                                                                  | Giordania                                                              | Coppa araba FIFA 2021 - 1º turno                                       | -                                                                      |                                                                        |
| 4-12-2021                                                              | Ar Rayyan                                                              | Palestina                                                              | 1 – 1                                                                  | Arabia Saudita                                                         | Coppa araba FIFA 2021 - 1º turno                                       | -                                                                      | 46’                                                                    |
| 7-12-2021                                                              | Doha                                                                   | Marocco                                                                | 1 – 0                                                                  | Arabia Saudita                                                         | Coppa araba FIFA 2021 - 1º turno                                       | -                                                                      | 82’                                                                    |
| 22-10-2022                                                             | Abu Dhabi                                                              | Arabia Saudita                                                         | 1 – 0                                                                  | Macedonia del Nord                                                     | Amichevole                                                             | -                                                                      | 60’                                                                    |
| 30-10-2022                                                             | Abu Dhabi                                                              | Arabia Saudita                                                         | 0 – 0                                                                  | Honduras                                                               | Amichevole                                                             | -                                                                      | 71’                                                                    |
| 6-11-2022                                                              | Abu Dhabi                                                              | Arabia Saudita                                                         | 1 – 0                                                                  | Islanda                                                                | Amichevole                                                             | -                                                                      | 46’                                                                    |
| 26-3-2024                                                              | Dušanbe                                                                | Tagikistan                                                             | 1 – 1                                                                  | Arabia Saudita                                                         | Qual. Mondiali 2026                                                    | -                                                                      |                                                                        |
| 10-10-2024                                                             | Gedda                                                                  | Arabia Saudita                                                         | 0 – 2                                                                  | Giappone                                                               | Qual. Mondiali 2026                                                    | -                                                                      | 46’                                                                    |
| 15-10-2024                                                             | Gedda                                                                  | Arabia Saudita                                                         | 0 – 0                                                                  | Bahrein                                                                | Qual. Mondiali 2026                                                    | -                                                                      | 61’                                                                    |
| 20-3-2025                                                              | Riad                                                                   | Arabia Saudita                                                         | 1 – 0                                                                  | Cina                                                                   | Qual. Mondiali 2026                                                    | -                                                                      |                                                                        |
| 5-6-2025                                                               | Riffa                                                                  | Bahrein                                                                | 0 – 2                                                                  | Arabia Saudita                                                         | Qual. Mondiali 2026                                                    | -                                                                      | 61’                                                                    |
| 15-6-2025                                                              | San Diego                                                              | Haiti                                                                  | 0 – 1                                                                  | Arabia Saudita                                                         | Gold Cup 2025 - 1º turno                                               | -                                                                      | 46’                                                                    |
| 19-6-2025                                                              | Austin                                                                 | Arabia Saudita                                                         | 0 – 1                                                                  | Stati Uniti                                                            | Gold Cup 2025 - 1º turno                                               | -                                                                      | 57’                                                                    |
| 22-6-2025                                                              | Paradise                                                               | Arabia Saudita                                                         | 1 – 1                                                                  | Trinidad e Tobago                                                      | Gold Cup 2025 - 1º turno                                               | -                                                                      | 46’                                                                    |
| Totale                                                                 |                                                                        | Presenze                                                               | 17                                                                     |                                                                        | Reti                                                                   | 0                                                                      |                                                                        |

## Palmarès

### Club
- Supercoppa saudita: 1

Al-Nassr: 2020

### Nazionale
- Coppa d'Asia Under-23: 1

2022